# Kennemer Combinatie
Kennemer Combinatie – holenderski klub szachowy z siedzibą w Haarlemie, dwukrotny mistrz kraju.

## Historia

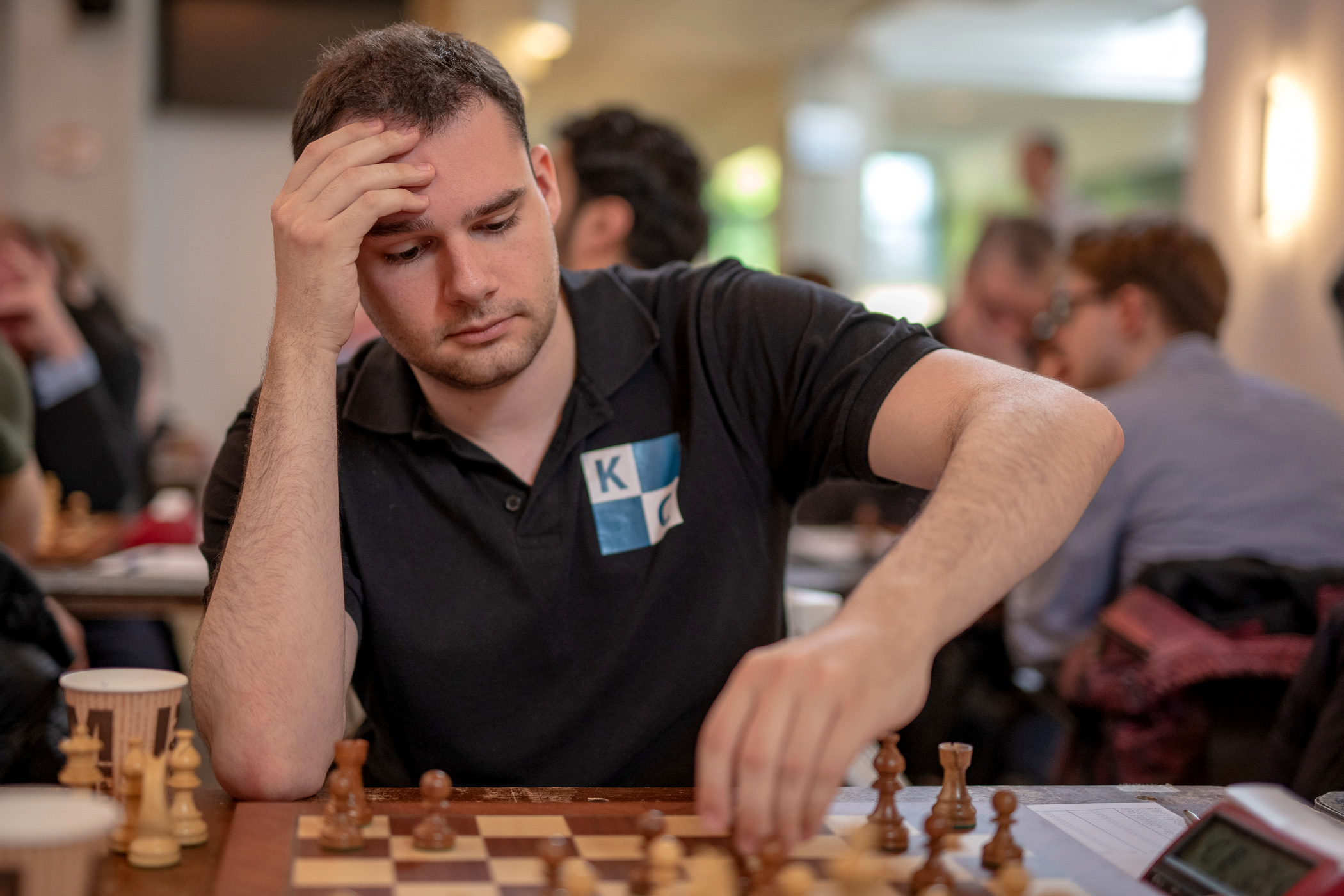
Ilias van der Lende w barwach Kennemer Combinatie w 2019 roku

Klub powstał w 2006 roku w wyniku połączenia klubów Bloemendaalse SV, SV Het Oosten i SV Het Spaarne. Klub rozpoczął rozgrywki od Tweede klasse (trzeci poziom). W 2011 roku Kennemer Combinatie awansował do drugiej ligi. Rok później klub uzyskał awans do Meesterklasse. W 2013 roku zespół spadł z pierwszej ligi. W 2015 roku klub powrócił do Meesterklasse. W sezonie 2015/2016 zespół zajął czwarte miejsce w lidze. Ponadto w 2016 roku Kennemer Combinatie zadebiutował w Pucharze Europy. Holenderski klub zajął wówczas 45. miejsce, po wygranych z Butrinti Saranda i Ežerėlio vaivorykštė Kowno, remisach ze Skanderborg SK i KSK Rochade Eupen-Kelmis oraz przegranych z SG Zürich, Ładją Kazań i DLF Steinitz Roma. W sezonie 2016/2017 klub zdobył mistrzostwo kraju. Kadrę drużyny stanowili wówczas m.in. Loek van Wely, Wouter Spoelman, David Klein i Miguoel Admiraal. W 2018 roku zespół zajął drugie miejsce w lidze, za LSG. Rok później klub był trzeci w Meesterklasse. Ponadto w 2019 roku zespół wygrał Puchar Holandii. Następnie klub uczestniczył w Pucharze Europy, wygrywając z Bærum SS, De Pluspion Wachtebeke i MuConsult Apeldoorn, a przegrywając z Vålerengą, Slovenem Ruma i HWP Sas van Gent; w klasyfikacji końcowej Kennemer Combinatie zajął 42. pozycję. W sezonie 2021/2022 zespół uzyskał siódme miejsce w lidze. W kolejnym sezonie klub został wicemistrzem kraju. W Pucharze Europy Kennemer Combinatie odniósł zwycięstwa nad Brønshøj SF, SK Tirana i SF Wirtzfeld, a przegrał ze Zmajem Belgrad, Gambitem Bonnevoie, SG Solingen i CA Paterna, kończąc rozgrywki na 51. pozycji. W 2024 roku klub zdobył drugie w swojej historii mistrzostwo Holandii. W składzie drużyny znajdowali się wówczas m.in. Daniel Dardha, Bobby Cheng, Ivan Sokolov, Bilel Bellahcene, Casper Schoppen, Liam Vrolijk, Patrick Zelbel, Harry Grieve, Christophe Sochacki i Friso Nijboer.

## Arcymistrzowie w historii klubu
- Bilel Bellahcene[20]
- Bobby Cheng[20]
- Daniel Dardha[20]
- Serhij Fedorczuk[21]
- Daniel Fernandez[22]
- Eric Hansen[23]
- David Klein[24]
- Friso Nijboer[22]
- Roeland Pruijssers[25]
- Casper Schoppen[20]
- Christophe Sochacki[26]
- Ivan Sokolov[22]
- Wouter Spoelman[27]
- Andriej Szczekaczew[21]
- Jorden van Foreest[28]
- Robin van Kampen[23]
- Loek van Wely[29]
- Liam Vrolijk[22]